# 川田藤吉
川田 藤吉（かわた とうきち、1906年12月25日 - 没年不明）は、神奈川県出身の日本の元プロボクサー（ウェルター級）。戦前における初代ウェルター級チャンピオン（日本拳闘倶楽部認定）とされる、日本ボクシング草創期の強豪。

## 略歴
幼少時から力が強く、全国小学生相撲大会で優勝したことから力士を志し、伊勢ヶ濱部屋へ入門するが体格の問題から断念。その後日本拳闘倶楽部（日倶）に入門、内弟子となる。1924年、当時日倶の四天王の一人と言われた田中禎之助といきなり15回戦を闘い、パワーに物を言わせ14回TKO勝ち、見事デビュー戦を飾った。
日本ボクシングが草創期にあった当時においては、各ジムが独自にチャンピオンを認定していたが、川田は1926年、日倶認定の初代日本ウェルター級チャンピオンとなり、1930年には山内武雄を3回でKO、大日拳・帝拳認定のチャンピオンにもなった。
その後はハワイやフィリピンにも遠征したほか、網野松雄、野口進ら日本人強豪、またファイティング・ネルソンやファイティング・アボルトといったフィリピンの強豪ともグローブを交えた。
その重いパンチと果敢なインファイトを見せたが、1935年、佐藤利一との対戦を最後に引退。その13年後の1948年に突如リングに復帰し驚かせたが、7回TKO負けを喫しカムバックはならなかった。
デビューの翌々年の1926年9月3日、遠征先のアメリカでキッド・メキシコなる選手と対戦、1回KOで片づけたが、試合後相手がKO負けに異を唱えたため、再度リングに上がり、今度は6回判定勝ちしたとの武勇伝がある。

## 通算戦績
34戦22勝（4KO）6敗5引分け1不明